# Philenora murina
Philenora murina är en fjärilsart som beskrevs av Rothschild 1916. Philenora murina ingår i släktet Philenora och familjen björnspinnare. Inga underarter finns listade i Catalogue of Life.